# 姉妹いじり 〜散ル花 二輪〜
『姉妹いじり 〜散ル花 二輪〜』（しまいいじり ちルはな にりん）は、1999年6月25日ににくきゅうより発売された18禁恋愛シミュレーションゲームである。

## 概要
主人公は自らが所属する組織の幹部から60日間で、ある日本人姉妹を調教して商品にするという新しい仕事をせよと命じられる。ストーリー選択によって主人公に調教されるエンドや主人公との恋愛成就、果ては死者が出るバッドエンドにもたどり着く。
電脳CLUBよりDVDPG化、バニラよりアダルトアニメ化されている。

## ストーリー
主人公はある組織に身を置いている。そこでする仕事は一般に見れば危ないものである。ある日幹部に呼び出され、とある姉妹を調教し商品にするため仕込めと命ぜられる。戸惑った。こういう仕事は幹部がするものではと。だが方法は何でもいいというので姉妹を自分の好きなようにできる。成功すれば組織で成りあがれる絶好のチャンスだ。と思った矢先、組織から与えられた資金を幹部が横取り。資金を稼ぎながら仕込みをする60日が始まった。

## 登場キャラクター
主人公（名前変更可）
声 - なし
本作の主人公。一般に見れば危険な仕事をする組織（何かは明言はない）に身を置き、自らもそういった仕事をしている。ある日幹部からとある姉妹を60日間で商品にするために調教せよと命じられる。組織から与えられた資金を横取りされるも、仕込みをするため調教の場面を撮影した写真を売っていく。
一色 紫（いっしき ゆかり）
声 - 菊池いほり
ヒロインで一色姉妹の姉。24歳。落ち着いた性格で表情はあまり変わらない淑女。他人のためなら自己犠牲も厭わないが、特に考えなく突っ走っているわけではない。血液型はO型。星座は牡羊座。目は深緑色で黒髪。身長162cm。スリーサイズはバスト90cm、ウエスト59cm、ヒップ88cm。
一色 美紅（いっしき みく）
声 - クンクン
ヒロインで一色姉妹の妹。18歳。活発な頑固の傾向がある女の子でわがまま気味。思ったことは何でも言い、たとえ言わなくても顔を見ればわかってしまう。血液型はB型。星座は乙女座。栗毛。身長155cm。スリーサイズはバスト79cm、ウエスト57cm、ヒップ80cm。

## スタッフ
- シナリオ - でぇすて
- 原画 - 碧衣悠

## OVA
『姉妹いじり』としてバニラよりVHS・DVD版が前後編で発売。前編が1999年12月3日に、後編が2000年3月3日に発売された。

### キャスト
- 一色紫 - 柏崎美枝
- 一色美紅 - 妹尾美香
- 岩城俊二 - 原田壮二
- ケイ - 角田鳴海
- 高村保彦 - 前田広紀
- 石原隆也 - 根本順

### スタッフ
- 原作 - にくきゅう
- 監督 - 米田光宏
- 脚本 - 真壁六郎太
- キャラクターデザイン - 森繁メカ也
- 作画監督 - 森繁メカ也
- 美術監督 - 泡沫栄治
- 音楽 - YOSHI
- アニメーション制作 - フェニックス・エンタテインメント（前編）、Y.O.U.C（後編）